# Zaborze (Zabrze)

Zaborze im Zabrzer Stadtgebiet

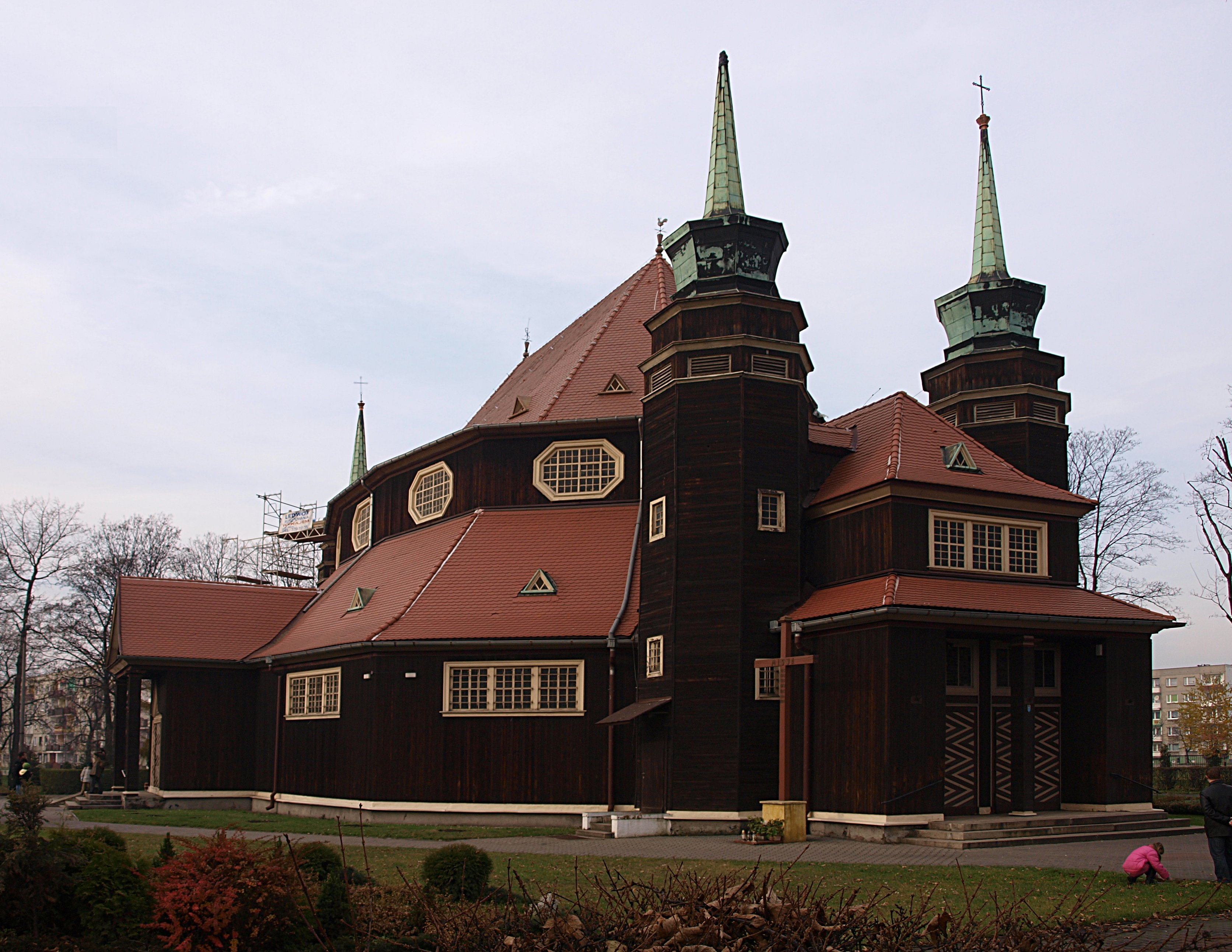
Hedwigskirche

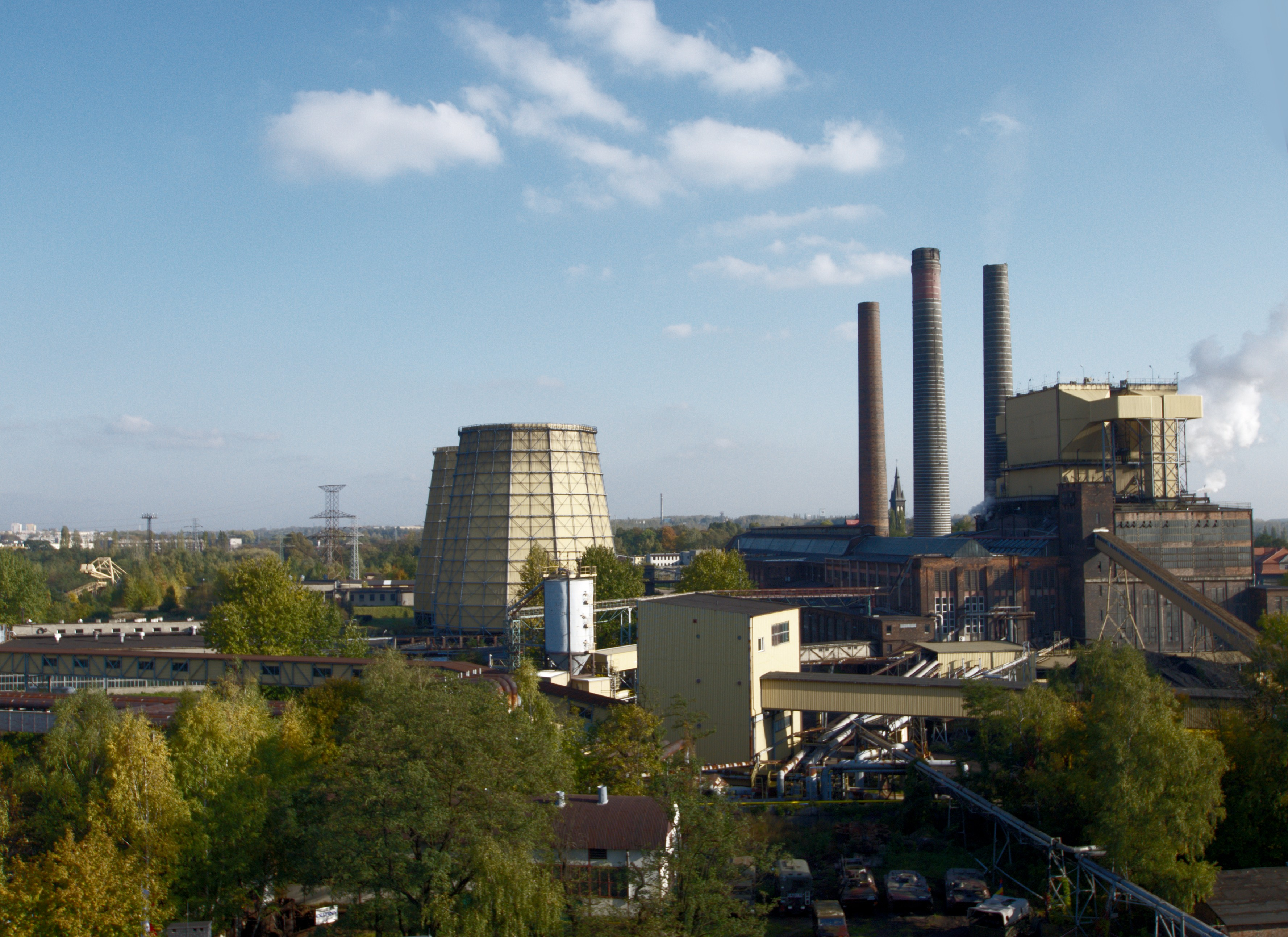
O.E.W. Kraftwerk Zaborze

Zaborze ist ein Stadtteil der Stadt Zabrze (deutsch Hindenburg O.S.). Aufgeteilt wird der Ort heute in die Stadtbezirke Zaborze Północ (Zaborze-Nord) und Zaborze Południe (Zaborze-Süd).

## Geschichte
Der Ort wurde um 1290 erstmals urkundlich als „Sabors“ erwähnt.
1829 hatte Zaborze 345 Einwohner. 1855 wurde die Redenhütte errichtet, welche bis 1904 bestand. Im Jahr 1873 kam Zaborze vom Landkreis Beuthen mit dessen Entstehung zum Landkreis Zabrze.
1890 hatte der Ort 16.232 Einwohner und 1905 25.966 Einwohner. Am 1. April 1905 kam die Kolonie C der Gemeinde Zaborze zur neugegründeten Gemeinde Zabrze.
Bei der Volksabstimmung in Oberschlesien am 20. März 1921 stimmten 8851 Wahlberechtigte für einen Verbleib bei Deutschland und 6051 für Polen. Zaborze verblieb beim Deutschen Reich. 1925 lebten in Zaborze 29.208 Einwohner. Davon waren 27.116 katholisch, 1.815 evangelisch, 107 jüdisch und 36 gehörten einer weiteren christlichen Konfession an.
Mit der Auflösung des Landkreises Hindenburg O.S. wurde die Landgemeinde Zaborze und folglich der Ort Zaborze am 1. Januar 1927 in die Stadt Hindenburg O.S. eingemeindet. Von 1928 bis 1929 wurde die hölzerne Hedwigskirche erbaut.
Im Frühjahr 1945 kam Zaborze zusammen mit der bis dahin deutschen Stadt Hindenburg unter polnische Verwaltung und wurde der Woiwodschaft Schlesien angeschlossen. Ein Teil der Bevölkerung wurde vertrieben, die restliche Bevölkerung konnte bleiben oder wurde an der Aussiedlung gehindert. 1950 kam der Ort zur Woiwodschaft Kattowitz.

## Sport

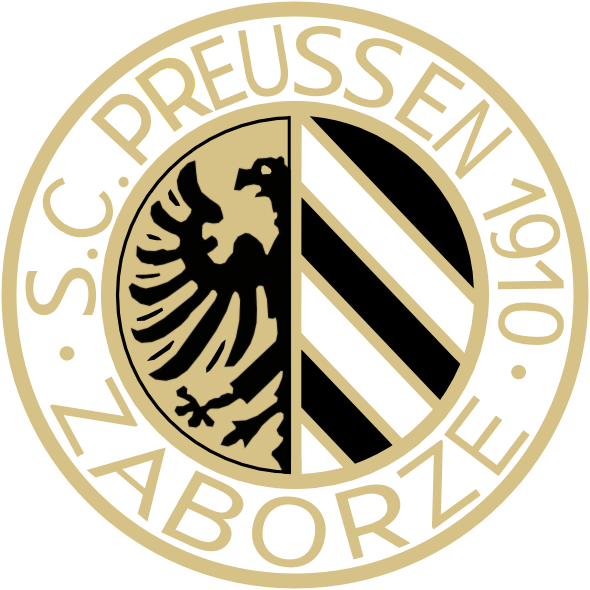
Logo des SC Preußen 1910 Zaborze

Der erfolgreiche Zaborzer Verein war der 1910 gegründete SC Preußen 1910 Zaborze. Er spielte in der obersten oberschlesischen Fußballliga und Gauliga Schlesien. Mit der Eroberung der Gebiete Anfang 1945 durch die Rote Armee erlosch der Verein.

## Persönlichkeiten

### Söhne und Töchter des Ortes
- Johanna von Schaffgotsch (1842–1910), deutsche Adelige und Unternehmerin
- Franz Drescher (1871–1934), deutscher Industrieller
- Heinz Fiebig (1897–1964), deutscher Offizier
- Kurt Hanke (1906–1940), deutscher Fußballnationalspieler
- Florian Bismor, deutscher Fußballspieler[6]
- Friedrich Buchczyk (1916–unbekannt), deutscher Fußballspieler[6]
- Janosch (* 1931), Kinderbuchautor

### Söhne und Töchter von Poremba
- Johanna von Schaffgotsch (1842–1910), deutsche Unternehmerin und Adlige